# Tremateia
Tremateia — рід грибів родини Didymosphaeriaceae. Назва вперше опублікована 1995 року.